# Al-Mukri
Al-Mukri (arab. المقري) – wieś w Syrii, w muhafazie Aleppo. W 2004 roku liczyła 1468 mieszkańców.